# جون د. بيتس
جون د. بيتس (بالإنجليزية: John D. Bates)‏ هو قاضي ومحامي أمريكي، ولد في 11 أكتوبر 1946 في إليزابيث في الولايات المتحدة.

## وصلات خارجية
- جون د. بيتس على موقع إن إن دي بي (الإنجليزية)